# Kerry Washington
Kerry Marisa Washington (sinh ngày 31 tháng 1 năm 1977) là một nữ diễn viên người Mỹ.

## Danh sách phim

### Điện ảnh
| Năm  | Tên                                       | Vai                          | Ghi chú |
| ---- | ----------------------------------------- | ---------------------------- | ------- |
| 2000 | Our Song                                  | Lanisha Brown                |         |
| 2000 | 3D                                        | Angie                        |         |
| 2001 | Save the Last Dance                       | Chenille                     |         |
| 2001 | Lift                                      | Niecy                        |         |
| 2002 | Take the A Train                          | Keisha                       |         |
| 2002 | Bad Company                               | Julie                        |         |
| 2003 | The United States of Leland               | Ayesha                       |         |
| 2003 | The Human Stain                           | Ellie                        |         |
| 2003 | Sin                                       | Kassie                       |         |
| 2004 | Against the Ropes                         | Renee                        |         |
| 2004 | She Hate Me                               | Fatima Goodrich              |         |
| 2004 | Ray                                       | Della Bea Robinson           |         |
| 2005 | Sexual Life                               | Rosalie                      |         |
| 2005 | Mr. & Mrs. Smith                          | Jasmine                      |         |
| 2005 | Fantastic Four                            | Alicia Masters               |         |
| 2005 | Wait                                      | Maggie                       |         |
| 2006 | Little Man                                | Vanessa                      |         |
| 2006 | The Last King of Scotland                 | Kay Amin                     |         |
| 2006 | The Dead Girl                             | Rosetta                      |         |
| 2007 | I Think I Love My Wife                    | Nikki Tru                    |         |
| 2007 | Put It in a Book                          | Sheila                       |         |
| 2007 | 30,000 Leagues Under the Sea              | Medical Officer Marissa Brau |         |
| 2007 | Fantastic Four: Rise of the Silver Surfer | Alicia Masters               |         |
| 2008 | Woman in Burka                            | Kerry                        |         |
| 2008 | Miracle at St. Anna                       | Zana Wilder                  |         |
| 2008 | Lakeview Terrace                          | Lisa Mattson                 |         |
| 2009 | Life Is Hot in Cracktown                  | Marybeth                     |         |
| 2009 | Mother and Child                          | Lucy                         |         |
| 2010 | Night Catches Us                          | Patricia Wilson              |         |
| 2010 | For Colored Girls                         | Kelly / Blue                 |         |
| 2011 | The Details                               | Rebecca Mazzoni              |         |
| 2012 | A Thousand Words                          | Caroline McCall              |         |
| 2012 | Django Unchained                          | Broomhilda von Schaft        |         |
| 2013 | Peeples                                   | Grace Peeples                |         |
| 2017 | Cars 3                                    |                              |         |